# Sam Farr
Sam Farr właściwie Samuel Sharon Farr (ur. 4 lipca 1941 w San Francisco) – amerykański polityk, członek Partii Demokratycznej.

## Działalność polityczna
Od 1980 zasiadał w Zgromadzeniu Stanowym Kalifornii. Następnie w okresie od 8 czerwca 1993 do 3 stycznia 2013 przez dziesięć kadencji był przedstawicielem 17. okręgu, a od 3 stycznia 2013 do 3 stycznia 2017 przez dwie kadencje przedstawicielem 20. okręgu wyborczego w stanie Kalifornia w Izbie Reprezentantów Stanów Zjednoczonych.